# Perzyce
Perzyce (deutsch Pirschütz, 1943–1945 Pirschütz (Kr. Krotoschin)) ist ein Dorf der Gemeinde Zduny im Powiat Krotoszyński in der Woiwodschaft Großpolen im westlichen Zentral-Polen. Der Ort befindet sich etwa 3 km nordöstlich von Zduny, 3 km südwestlich von Krotoszyn, und 89 km südöstlich der Landeshauptstadt Poznań.

## Geschichte
Der Ort gehörte nach der Zweiten Teilung Polens 1793 zum Kreis Krotoschin im Großherzogtum Posen, später zur preußischen Provinz Posen. Pirschütz hatte im Jahr 1910: 454 Einwohner.
In den Jahren 1975 bis 1998 gehörte der Ort zum Powiat Kaliski.